# Палеомагнетизам
Палеомагнетизам је наука која проучава записе о магнетском пољу Земље, сачуваним у различитим магнетичним минералима током геолошког времена. Проучавања у геомагнетизму показала су да се магнетско поље Земље знатно мењало током времена, и то и у погледу оријентације и у погледу интензитета.
Палеомагнетичари проучавају некадашње магнетско поље мерењем оријентације магнетских минерала у стенама, стечене у време њиховог настанка (реманентна магнетизација), а затим користе методе, сличне геомагнетизму, да одреде каква би конфигурација магнетског поља Земље формирала проучавану оријентацију.

## Гране палеомагнетизма
Палеомагнетска проучавања деле се у неколико грана, у зависности од размере проучавања:
- Секуларне варијације - изучавају се промене у правцу и интензитету магнетског поља Земље, малих размера. Магнетски северни пол се константно релативно креће у односу на осу ротације Земље. Магнетизација је вектор, па се и магнетско поље може одредити на основу мерења палеоправаца магнетске деклинације и магнетске инклинације, као и палеоинтензитета поља.
- Магнетостратиграфија реверзија - проучава периодичне реверзије поларизације магнетског поља Земље. Реверзије се понављају у неправилним временским интервалима током геолошке историје. Трајање и карактеристике ових реверзија одређују се на основу проучавања зона ширења Земљине коре и датирања вулканских стена.

## Принципи реманентне магнетизације
Палеомагнетска проучавања су могућа због тога што минерали богати гвожђем, као што је магнетит, могу да „запамте“ некадашње правце Земљиног магнетског поља. Палеомагнетска својства се, у стенама, могу сачувати на три начина.

### Термална реманентна магнетизација
Минерали, изграђени од гвожђевитих и титанских оксида, у базалту или некој другој магматској стени, могу сачувати правац магнетског поља Земље, када стена, током хлађења, достигне Киријеву температуру одређених минерала. Киријева температура магнетита, спинелске групе гвожђе-оксида, је око 580 °C, док базалт и габро потпуно кристалишу на температурама изнад 900 °C. Из тог разлога минерална зрна нису оријентисана у правцу магнетског поља Земље. Међутим, у ретким случајевима, могу сачувати податке о оријентацији овог поља. Податак о оријентацији, сачуван на овај начин, назива се термална реманентна магнетизација (ТРМ). Због сложених реакција оксидације, које се могу догодити током хлађења магматске стене након кристализације, оријентација магнетског поља Земље није увек исправно сачувана, нити је то главни вектор магнетизације. Без обзира на то, подаци се доста добро чувају у базалтима у океанској кори, и били су најзначајнији подаци у развијању теорије о ширењу океанског дна, што је део теорије тектонике плоча. ТРМ такође може бити сачувана у пећима за сушење грнчарије, огњиштима, и сагорелим зградама од цигала. Дисциплина, заснована на проучавању термореманентне магнетизације археолошких материјала, назива се археомагнетско датирање.

### Детритична реманентна магнетизација
У потпуно другачијем процесу, магнетска зрна у седиментима могу да се усмере у правцу магнетског поља, током или нешто након депозиције. Овај процес познат је као детритична реманентна магнетизација (ДРМ). Ако је магнетизација стечена током депозиције зрна, резултат је депозициона детритична реманентна магнетизација (дДРМ). Ако је магнетизација стечена након депозиције, она се назива пост-депозициона детритична реманентна магнетизација (пДРМ).

### Хемијска реманентна магнетизација
У трећем процесу, магнетска зрна могу бити депонована из покретног раствора, или да буду формирана током хемијских реакција, или могу сачувати правац магнетског поља у време формирања минерала. Тада се каже да је правац поља сачуван процесом хемијске реманентне магнетизације (ХРМ). Минерал, који на овај начин може да сачува карактеристике поља, обично је хематит, још један од оксида гвожђа. Кластичне седиментне стене (као што је пешчар), које могу бити црвене због садржаја хематита, који се формира током или након дијагенезе седимента, могу садржати корисне податке хемијске реманентне магнетизације, и магнетостратиграфија може бити заснована на овим подацима.

## Примери
Палеомагнетски докази, и реверзије и померање полова, били су кључни и доказивању теорија о кретању континената и тектонике плоча, током шездесетих и седамдесетих година двадесетог века. Палеомагнетски докази се користе у одређивању времена настанка неких стена, као и приликом реконструкције деформационе историје делова Земљине коре.
Магнетостратиграфија се често употребљава за одређивање старости налазишта фосила биљака и животиња, као и хоминида.
Палеомагнетска проучавања се комбинују са геохронолошким методама, за одређивање апсолутне старости стена, у којима је записана магнетска историја. За магматске стене, као што је базалт, обично се користе методе калијум-аргон и аргон-аргон.